# Trei Movile
Trei Movile – wieś w Rumunii, w okręgu Suczawa, w gminie Șcheia. W 2011 roku liczyła 123 mieszkańców. 